# Uczelnie w Warszawie

## Uczelnie publiczne
- Akademia Pedagogiki Specjalnej im. Marii Grzegorzewskiej w Warszawie
- Akademia Pożarnicza
- Akademia Sztuk Pięknych w Warszawie
- Akademia Sztuki Wojennej
- Akademia Teatralna im. Aleksandra Zelwerowicza w Warszawie
- Akademia Wychowania Fizycznego Józefa Piłsudskiego w Warszawie
- Chrześcijańska Akademia Teologiczna w Warszawie
- Politechnika Warszawska
- Szkoła Główna Gospodarstwa Wiejskiego w Warszawie
- Szkoła Główna Handlowa w Warszawie
- Uniwersytet Kardynała Stefana Wyszyńskiego w Warszawie
- Uniwersytet Muzyczny Fryderyka Chopina
- Uniwersytet Warszawski
- Warszawski Uniwersytet Medyczny
- Wojskowa Akademia Techniczna im. Jarosława Dąbrowskiego w Warszawie

## Uczelnie niepubliczne
- SWPS Uniwersytet Humanistycznospołeczny
  - Wydziały zamiejscowe we Wrocławiu, Poznaniu, Sopocie i Katowicach.
- Akademia Ekonomiczno-Humanistyczna w Warszawie
- Akademia Leona Koźmińskiego
- Uczelnia Łazarskiego
- ALMAMER Szkoła Wyższa z siedzibą w Warszawie
  - Wydział zamiejscowy w Koszalinie
- Collegium Civitas w Warszawie
- Kolegium Europejskie
- Europejska Akademia Sztuk w Warszawie
- Europejska Wyższa Szkoła Prawa i Administracji w Warszawie
- Mazowiecka Uczelnia Medyczna w Warszawie
- Warszawska Wyższa Szkoła Informatyki (dawniej Szkoła Wyższa Mila College)
  - Wydziały zamiejscowe w Łodzi i Stalowej Woli
- Akademia Katolicka w Warszawie
- Pedagogium – Wyższa Szkoła Nauk Społecznych w Warszawie
- Polsko-Japońska Akademia Technik Komputerowych
  - Wydział zamiejscowy w Bytomiu
- Prywatna Wyższa Szkoła Businessu i Administracji
- Szkoła Wyższa im. Bogdana Jańskiego
  - Wydziały zamiejscowe w Chełmie, Elbląg, w Krakowie
- Szkoła Wyższa Przymierza Rodzin w Warszawie
- Warszawska Szkoła Filmowa
- Wszechnica Polska Szkoła Wyższa w Warszawie
- Wyższa Szkoła Administracyjno-Społeczna
- Wyższa Szkoła Celna
- Uczelnia Warszawska im. Marii Skłodowskiej-Curie
- Wyższa Szkoła Bezpieczeństwa i Ochrony im. Marszałka Józefa Piłsudskiego
- Wyższa Szkoła Dziennikarska im. Melchiora Wańkowicza w Warszawie
  - Wydział Zamiejscowy w Lublinie
- Wyższa Szkoła Informatyki Stosowanej i Zarządzania
- Wyższa Szkoła – Edukacja w Sporcie w Warszawie
  - Zamiejscowy Instytut Sportu i Rekreacji we Wrocławiu
- Akademia Techniczno-Artystyczna Nauk Stosowanych w Warszawie
- Akademia Finansów i Biznesu Vistula
- Wyższa Szkoła Handlu i Finansów Międzynarodowych im. Fryderyka Skarbka w likwidacji
- Wyższa Szkoła Informatyki Zarządzania i Administracji w Warszawie
- Wyższa Szkoła Komunikowania i Mediów Społecznych im. Jerzego Giedroycia(inne języki)
- Wyższa Szkoła Komunikowania Politologii i Stosunków Międzynarodowych
- Wyższa Szkoła Mazowiecka w Warszawie
- Wyższa Szkoła Menedżerska w Warszawie
  - Wydział zamiejscowy w Ciechanowie
- Wyższa Szkoła Nauk Społecznych im. ks. Józefa Majki
- Wyższa Szkoła Organizacji Turystyki i Hotelarstwa
- Uczelnia Korczaka
  - z wydziałami w: Warszawie, Katowicach, Olsztynie, Człuchowie, jednostki zamiejscowe w: Lublinie, Szczecinie, Wałbrzychu
- Wyższa Szkoła Pedagogiczna ZNP
- Wyższa Szkoła Promocji

- Wyższa Szkoła Rehabilitacji
- Wyższa Szkoła Społeczno-Ekonomiczna
- Wyższa Szkoła Stosunków Międzynarodowych i Amerykanistyki
- Wyższa Szkoła Techniczno-Ekonomiczna w Warszawie
- Wyższa Szkoła Technologii Informatycznych w Warszawie
- Wyższa Szkoła Organizacji Turystyki i Hotelarstwa
- Wyższa Szkoła Turystyki i Języków Obcych
- Akademia Finansów w Warszawie
- Wyższa Szkoła Zarządzania i Prawa im. Heleny Chodkowskiej
  - Wydział zamiejscowy w Płońsku
- Wyższa Szkoła Zarządzania Personelem w Warszawie
- Wyższa Szkoła Zawodowa Kosmetyki i Pielęgnacji Zdrowia(inne języki)
- Warszawska Wyższa Szkoła Humanistyczna im. Bolesława Prusa
- Społeczna Akademia Nauk w Łodzi, Wydział zamiejscowy w Warszawie
- Wyższe Baptystyczne Seminarium Teologiczne w Warszawie
- Wyższa Szkoła Teologiczno-Społeczna